# Sarkis Howiwian
Sarkis Howiwian, orm. Սարգիս Հովիվյան, ros. Саркис Вартанович Овивян (ur. 17 listopada 1938 w abchaskim mieście Suchumi, Gruzińska SRR, ZSRR, zm. 8 lipca 2019) – ormiański piłkarz, grający na pozycji napastnika, trener piłkarski.

## Kariera piłkarska

### Kariera klubowa
Wychowanek Szkoły Piłkarskiej Dinamo Suchumi. W 1957 roku rozpoczął karierę piłkarską w klubie Lokomotiwi Kutaisi, a w następnym roku przeniósł się do Spartaka Erywań. W 1961 został piłkarzem CSKA Moskwa, ale po roku powrócił do Spartaka Erywań, który potem zmienił nazwę na Ararat Erywań. W erywańskim klubie występował przez 5 lat. W 1967 bronił barw klubu Spartaka Moskwa, a potem powrócił do Ararat Erywań. W 1971 zakończył karierę piłkarską w Lori Wanadzor.

## Kariera trenerska
Po zakończeniu kariery piłkarskiej rozpoczął pracę szkoleniową. W 1970 prowadził Szirak Giumri, a od 1971 do 1972 Lori Wanadzor. W latach 1978–1979 pracował w Indonezji z narodową reprezentacją oraz klubami Artseto, Perkesta-78 i Jakartia. W latach 1980–1981 pomagał trenować Ararat Erywań. Od 1982 do 1983 prowadził Olimpia Artaszat. Potem do 1987 pracował w klubach FC Czarencawanc, Almaz Erywań i FC Jegward.

## Sukcesy i odznaczenia

### Sukcesy klubowe
- mistrz Drugiej grupy Klasy A ZSRR: 1965

### Odznaczenia
- tytuł Mistrza Sportu ZSRR: 1960
- tytuł Zasłużonego Trenera Armeńskiej SRR: 1980